# سينما مالايالامية

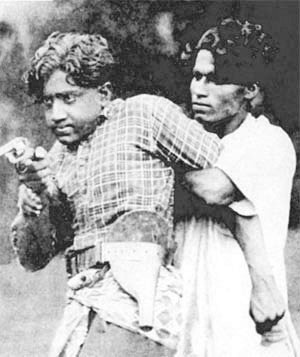
فيجاتاكوماران

السينما المالايالامية (بالإنجليزية: Malayalam cinema)‏ هي جزء من صناعة سينما الأقاليم الهندية ورابع أكبر الصناعات السينمائية في الهند بعد ( سينما تاميلية، سينما تيلجو، سينما الكانادا ). تختص بإنتاج الأفلام في اللغة المالايالامية، يقع مقرها في مدينة ثيروفانانثابورام عاصمة ولاية كيرلا الهندية. ومن المعروف أن صناعة السينما المالايالامية تتميز بأفلام تحاكي السينما الموازية والسينما السائدة من خلال تصوير قضايا اجتماعية مثيرة مع تقنيات فنية عالية ولكن مع ميزانيات منخفضة.
ومن بين أبرز مخرجي هذه الصناعة أدور غوبالاكريشنان، Shaji N. Karun, G. Aravindan, K. G. George, Padmarajan, Sathyan Anthikad, T. V. Chandran and Bharathan.